# Televisão em Minas Gerais
Cronologia de fatos sobre a Televisão em Minas Gerais.

## Década de 1950
- 8 de novembro de 1955: Os Diários Associados fundam a TV Itacolomi, primeira emissora de televisão do estado, em Belo Horizonte.[1]

## Década de 1960
- 13 de março de 1962: É fundada a TV Alterosa, em Belo Horizonte. Dois anos depois, a emissora é comprada pelos Diários Associados.[2]
- 2 de fevereiro de 1963: As Emissoras Unidas criam a TV Belo Horizonte, hoje TV Globo Minas, em Belo Horizonte.[3]
- 1º de maio de 1964: É fundada por Edson Garcia Nunes a TV Triângulo, hoje TV Integração, em Uberlândia.[4]
- 29 de julho de 1964: É fundada a TV Industrial, em Juiz de Fora.[5]
- 2 de março de 1967: É fundada a TV Vila Rica em Belo Horizonte, através de uma concessão cedida ao Banco Real.[6]
- 5 de fevereiro de 1968: Após a compra da concessão da TV Belo Horizonte, as Organizações Globo fundam a TV Globo Minas.[7]

## Década de 1970
- 9 de junho de 1972: É fundada a TV Uberaba, em Uberaba.[8]
- 18 de julho de 1976: O Grupo Bandeirantes de Comunicação compra a TV Vila Rica e ela passa a se chamar TV Bandeirantes Minas.[6]
- 25 de setembro de 1977: A TV Alterosa deixa de ser sintonizada pelo canal 2 de Belo Horizonte e passa a ocupar o canal 5.

## Década de 1980
- 30 de maio de 1980: A TV Industrial é vendida para o Grupo Globo, e nasce a TV Globo Juiz de Fora.[5]
- 18 de julho de 1980: O Governo Federal publica decreto no Diário Oficial da União cassando a concessão de 7 das 10 emissoras da Rede Tupi espalhadas pelo país, incluindo a TV Itacolomi. A emissora pioneira do estado é extinta.[9]
- 14 de setembro de 1980: Elias Siufi e Januário Carneiro fundam a TV Montes Claros, em Montes Claros.[10]
- 5 de junho de 1983: Após receber 5 concessões da extinta Rede Tupi em 1980, a Bloch Editores cria a Rede Manchete. Em Belo Horizonte, é fundada a TV Manchete Belo Horizonte, no lugar da extinta TV Itacolomi.[11]
- 14 de agosto de 1984: O decreto estadual nº 23.807 cria a Fundação TV Minas Cultural e Educativa, e o governador do estado, Tancredo Neves, funda a Rede Minas, em Belo Horizonte.[12]
- 1º de agosto de 1985: Os empresários Getúlio Miranda e Edson Gualberto fundam a TV Minas, em Governador Valadares.
- 1º de agosto de 1987: A TV Minas troca a Rede Manchete pela Rede Globo, e passa a se chamar TV Leste.
- 8 de agosto de 1988: As Emissoras Pioneiras de Televisão fundam a TV Sul de Minas em Varginha. No ano seguinte a emissora passa a se chamar EPTV Sul de Minas.

## Década de 1990
- 1990:
  - É fundada a TV Tiradentes, em Juiz de Fora.
  - A TV Uberaba é vendida e passa a se chamar TV Regional.
- 30 de novembro de 1995: É fundada a TV ALMG, primeiro canal legislativo do estado e do país.[13]
- 27 de julho de 1998: Houve a mudança de nome da TV Globo de Juiz de Fora para TV Panorama.[14]
- 30 de setembro de 1999: O político Wellington Salgado de Oliveira funda a TV Vitoriosa em Ituiutaba.[15]

## Década de 2000
- 15 de julho de 2000 :É criada a Rede Super após a compra da Rede de Televisão Comunitária.[16]
- 7 de março de 2000: Após ser comprada pelos Diários Associados em 1999, a TV Tiradentes de Juiz de Fora passa a se chamar TV Alterosa Zona da Mata[14]
- 17 de fevereiro de 2004: A (Fundação Cultural Mangabeiras) funda a TV Betim (emissora comunitária), sendo a única TV da cidade de Betim.[17]
- 6 de agosto de 2007: É fundada a TV dos Vales, em Coronel Fabriciano.
- 7 de abril de 2008: A RedeTV! Belo Horizonte torna-se a primeira emissora de Minas Gerais a lançar seu sinal digital.
- 28 de setembro de 2008: Após adquirir as ações da TV dos Vales de Coronel Fabriciano, a Rede InterTV muda o nome da emissora para InterTV dos Vales, e troca de filiação da RecordTV para a Rede Globo. A afiliada da Rede Globo, TV Leste, se torna afiliada da RecordTV.[18]
- 1º de outubro de 2008: O Grupo Bandeirantes de Comunicação compra a TV Regional, que passa a se chamar TV Bandeirantes Triângulo.[19]

## Década de 2010
- 1º de agosto de 2011: Os Diários Associados fundam a TV Alterosa Leste, em Governador Valadares, porém com concessão em Manhuaçu.[20]
- 1º de abril de 2012: A Rede Integração adquire os outros 50% que cabiam ao Grupo Globo na composição acionária da TV Panorama, e a emissora passa a se chamar TV Integração Juiz de Fora.[21]
- 28 de abril de 2014: O Grupo Bel funda em Varginha a RecMinas, a atual Rede Mais.[22] Em 20 de fevereiro de 2017, a emissora muda de nome e de identidade visual e passa a se chamar Rede Mais.
- 15 de setembro de 2016: A Fundação Minas Gerais inaugura em Barroso a TV Diversa, afiliada à TV Cultura.
- 21 de março de 2017: InterTV dos Vales inaugura nova sede em Governador Valadares.[23]